# Organizația pentru Cooperare și Dezvoltare Economică
Organizația pentru Cooperare și Dezvoltare Economică (OCDE) este o organizație interguvernamentală cu 38 de țări membre, fondată în 1961 pentru a stimula progresul economic și comerțul mondial. Este o platformă pentru a compara experiențele politice, pentru a căuta răspunsuri la probleme comune, pentru a identifica bunele practici și pentru a coordona politicile interne și internaționale ale membrilor săi. OCDE este un observator oficial al Națiunilor Unite.
Deciziile OCDE sunt luate prin vot, care necesită unanimitate între toți cei care votează. Fiecare țară membră are un vot. Cu toate acestea, membrii care nu doresc să blocheze o decizie, ci doar să-și semnaleze dezaprobarea se pot abține de la vot.
Majoritatea membrilor OCDE sunt economii cu venituri mari, clasate drept „foarte ridicate” în Indicele dezvoltării umane și sunt considerate țări dezvoltate. Națiunile OCDE au sisteme puternice de securitate socială; Cheltuielile lor medii pentru asistență socială s-au situat la aproximativ 21% din PIB.
Începând cu 2017, țările membre OCDE reprezentau în mod colectiv 62,2% din PIB-ul nominal global (49,6 trilioane USD) și 42,8% din PIB-ul global (54,2 trilioane USD) la paritatea puterii de cumpărare.
În 2024, populația lor colectivă este de 1,38 miliarde de oameni, cu o speranță medie de viață de 80 de ani și o vârstă medie de 40 de ani, față de o medie globală de 30.

## Istoric
Organizația își are originile în anul 1948, sub numele de Organizația pentru Cooperare Economică Europeană (Organisation for European Economic Co-operation ; OEEC), pentru a ajuta la administrarea planului Marshall pentru reconstrucția Europei după Cel de-al Doilea Război Mondial. Doar statele vest-europene erau membre ale OEEC, a căror funcție principală era alocarea ajutorului american. După încheierea ajutorului Marshall în 1952, OEEC s-a concentrat asupra problemelor economice.
În 1958, a fost înființată Agenția Europeană pentru Energie Nucleară, ca răspuns la Euratom.
În ianuarie 1960, s-a ajuns la o rezoluție de a crea un organism care nu numai să rezolve problemele economice europene și atlantice, ci și să elaboreze politici care ar putea ajuta țările mai puțin dezvoltate. Această organizație reconstituită ar aduce SUA și Canada, care erau deja observatori OEEC, ca membri cu drepturi depline, iar OEEC s-ar apuca imediat de a convinge Japonia să se alăture organizației.
În 1961 s-a reformat luând numele de Organisation for Economic Co-operation and Development (OECD) și a creat agenția Centrul de Dezvoltare al OCDE (OECD Development Center, 1961)
OCDE a creat, de asemenea, agenții precum Agenția Internațională pentru Energie (IEA, 1974) și Grupul de acțiune financiară privind spălarea banilor (1989). 

## Structură
Structura OCDE constă din trei elemente principale:
- Țările membre OCDE, fiecare reprezentată de o delegație condusă de un ambasador. Împreună formează Consiliul OCDE. Țările membre acționează colectiv prin intermediul Consiliului pentru a oferi direcții și îndrumări activității Organizației.
- Comitetele OCDE, câte unul pentru fiecare domeniu de activitate al organizație, plus diferitele lor organisme subsidiare. Comitetele supraveghează toate lucrările pe fiecare temă (publicații, grupuri operative, conferințe și așa mai departe). Membrii comisiei transmit apoi concluziile capitalelor lor.
- Secretariatul OCDE este organizat în Direcții, care includ aproximativ 2.500 de angajați, condus de Secretarul General (în prezent Mathias Cormann), oferă sprijin comitetelor.

## Publicații
OCDE publică cărți, rapoarte, statistici, documente de lucru și materiale de referință. OCDE lansează anual aproximativ 600 de cărți și peste 400 de lucrări pe teme de politică publică:
- https://www.oecd-ilibrary.org/ - Conține toate cărțile OCDE
- https://data.oecd.org/ - Conține statistici OECD

## Membri

Țările membre OCDE (în albastru închis țările care au înființat organizația iar în albastru deschis țările care au aderat mai târziu.

Există în mod curent 38 de membri cu putere deplină; dintre aceștia 34 sunt, în descrierea Băncii Mondiale, țări cu venituri mari.
| Țară membră                                         | Anul aderării | Locație geografică |
| --------------------------------------------------- | ------------- | ------------------ |
| Australia                                           | 1971          | Oceania            |
| Austria                                             | 1961          | Europa             |
| Belgium Belgia                                      | 1961          | Europa             |
| Canada                                              | 1961          | America de Nord    |
| Czech Republic Cehia                                | 1995          | Europa             |
| Chile                                               | 2010          | America de Sud     |
| Colombia Columbia                                   | 2020          | America de Sud     |
| Costa Rica                                          | 2021          | America Centrală   |
| South Korea Coreea de Sud                           | 1996          | Asia               |
| Denmark Danemarca                                   | 1961          | Europa             |
| Switzerland Elveția                                 | 1961          | Europa             |
| Estonia                                             | 2010          | Europa             |
| Finland Finlanda                                    | 1969          | Europa             |
| Norway Norvegia                                     | 1961          | Europa             |
| Netherlands Olanda                                  | 1961          | Europa             |
| Poland Polonia                                      | 1996          | Europa             |
| Portugal Portugalia                                 | 1961          | Europa             |
| United Kingdom Regatul Unit                         | 1961          | Europa             |
| Slovakia Slovacia                                   | 2000          | Europa             |
| Slovenia                                            | 2010          | Europa             |
| Spain Spania                                        | 1961          | Europa             |
| United States of America Statele Unite ale Americii | 1961          | America de Nord    |
| Sweden Suedia                                       | 1961          | Europa             |
| Turkey Turcia                                       | 1961          | Orientul Mijlociu  |
| Hungary Ungaria                                     | 1996          | Europa             |
| France Franța                                       | 1961          | Europa             |
| Germany Germania                                    | 1961          | Europa             |
| Greece Grecia                                       | 1961          | Europa             |
| Ireland Irlanda                                     | 1961          | Europa             |
| Iceland Islanda                                     | 1961          | Europa             |
| Israel                                              | 2010          | Orientul Mijlociu  |
| Italy Italia                                        | 1962          | Europa             |
| Japan Japonia                                       | 1964          | Asia               |
| Luxembourg Luxemburg                                | 1961          | Europa             |
| Latvia Letonia                                      | 2016          | Europa             |
| Lithuania Lituania                                  | 2018          | Europa             |
| Mexico Mexic                                        | 1994          | America de Nord    |
| New Zealand Noua Zeelandă                           | 1973          | Oceania            |

### Non-membri
| Țară           | Statut                                   | Notă |
| -------------- | ---------------------------------------- | --- |
| Brazilia       | Partener cheie Negociază aderarea (2022) | Partenerii cheie, care participă la discuțiile politice în cadrul organismelor OCDE și participă regulat la sondajele OCDE.                                      |
| China          | Partener cheie                           | Partenerii cheie, care participă la discuțiile politice în cadrul organismelor OCDE și participă regulat la sondajele OCDE.                                      |
| European Union | Partener cheie                           | Partenerii cheie, care participă la discuțiile politice în cadrul organismelor OCDE și participă regulat la sondajele OCDE.                                      |
| India          | Partener cheie                           | Partenerii cheie, care participă la discuțiile politice în cadrul organismelor OCDE și participă regulat la sondajele OCDE.                                      |
| Indonezia      | Partener cheie                           | Partenerii cheie, care participă la discuțiile politice în cadrul organismelor OCDE și participă regulat la sondajele OCDE.                                      |
| Africa de Sud  | Partener cheie                           | Partenerii cheie, care participă la discuțiile politice în cadrul organismelor OCDE și participă regulat la sondajele OCDE.                                      |
| Aruba          | Teritorii dependente                     | Teritoriile dependente ale statelor membre nu sunt membre în sine, dar pot avea calitatea de membru ca parte a statului lor suveran.                             |
| Bermuda        | Teritorii dependente                     | Teritoriile dependente ale statelor membre nu sunt membre în sine, dar pot avea calitatea de membru ca parte a statului lor suveran.                             |
| Curaçao        | Teritorii dependente                     | Teritoriile dependente ale statelor membre nu sunt membre în sine, dar pot avea calitatea de membru ca parte a statului lor suveran.                             |
| Gibraltar      | Teritorii dependente                     | Teritoriile dependente ale statelor membre nu sunt membre în sine, dar pot avea calitatea de membru ca parte a statului lor suveran.                             |
| Guernsey       | Teritorii dependente                     | Teritoriile dependente ale statelor membre nu sunt membre în sine, dar pot avea calitatea de membru ca parte a statului lor suveran.                             |
| Insula Man     | Teritorii dependente                     | Teritoriile dependente ale statelor membre nu sunt membre în sine, dar pot avea calitatea de membru ca parte a statului lor suveran.                             |
| Jersey         | Teritorii dependente                     | Teritoriile dependente ale statelor membre nu sunt membre în sine, dar pot avea calitatea de membru ca parte a statului lor suveran.                             |
| Sint Maarten   | Teritorii dependente                     | Teritoriile dependente ale statelor membre nu sunt membre în sine, dar pot avea calitatea de membru ca parte a statului lor suveran.                             |
| Argentina      | Negociază aderarea (2022)                | Statul trebuie să-și alinieze legile, politicile și reglementările interne cu standardele OCDE. Acest lucru necesită, în general, reforme interne semnificative. |
| Bulgaria       | Negociază aderarea (2022)                | Statul trebuie să-și alinieze legile, politicile și reglementările interne cu standardele OCDE. Acest lucru necesită, în general, reforme interne semnificative. |
| Croația        | Negociază aderarea (2022)                | Statul trebuie să-și alinieze legile, politicile și reglementările interne cu standardele OCDE. Acest lucru necesită, în general, reforme interne semnificative. |
| Peru           | Negociază aderarea (2022)                | Statul trebuie să-și alinieze legile, politicile și reglementările interne cu standardele OCDE. Acest lucru necesită, în general, reforme interne semnificative. |
| România        | Negociază aderarea (2022)                | Statul trebuie să-și alinieze legile, politicile și reglementările interne cu standardele OCDE. Acest lucru necesită, în general, reforme interne semnificative. |
| Indonezia      | Negociază aderarea (2024)                | Statul trebuie să-și alinieze legile, politicile și reglementările interne cu standardele OCDE. Acest lucru necesită, în general, reforme interne semnificative. |
| Malta          | Solicită aderare (2007)                  | |
| Thailanda      | Solicită aderare (2024)                  | |
| Ucraina        | Solicită aderare (2022)                  | |
| Kazahstan      | Exprimă interesul                        | |
| Rusia          | Suspendat de la orice participare        | Participarea a fost suspendată din cauza invaziei Rusiei în Ucraina.                                                                                             |
| Belarus        | Suspendat de la orice participare        | Participarea a fost suspendată din cauza invaziei Rusiei în Ucraina.                                                                                             |

## Buget
Începând cu 2023, bugetul OCDE (338,3 milioane euro în 2023) este compus din două bugete: partea I și partea a II-a. Toate țările membre contribuie cu finanțare la bugetul părții I (219,6 milioane de euro) în funcție de dimensiunea relativă a economiilor. 
Bugetele părții a II-a (118,7 milioane euro în 2023) acoperă programe care prezintă interes pentru un număr limitat de membri și sunt finanțate de țările participante. 

## Obiective și acțiuni
Organizația pentru Cooperare și Dezvoltare Economică este un forum unic unde guvernele a 35 de democrații conlucrează pentru a răspunde provocărilor economice, sociale, a celor ce țin de globalizare și de exploatare a oportunităților globalizării. 
Organizația oferă un cadru în care guvernele pot să își compare experiențele politice, să caute răspunsuri la problemele comune, să identifice practicile bune și să-și coordoneze politicile interne și internaționale. Aceasta este un forum, unde presiunea egală poate acționa ca un stimulent puternic pentru îmbunătățirea politicii și pentru implementarea instrumentelor independente care, ocazional, pot conduce la semnarea unor tratate.
Schimburile de informații și analize dintre guvernele OCDE sunt puse la dispoziție de un secretariat din Paris. Secretariatul culege date, monitorizează tendințe și analize și prognozează dezvoltările economice. Acesta cercetează și schimbările sociale sau modelele comerciale dezvoltate, mediul, agricultura, tehnologia, taxele și alte domenii.
OCDE ajută guvernele în direcția creșterii prosperității și a luptei împotriva sărăciei prin creștere economică, stabilitate economică, comerț și investiții, tehnologie, inovație, antreprenoriat și cooperare în scopul dezvoltării. Trebuie să existe asigurarea că creșterea economică, dezvoltarea socială și protecția mediului sunt obținute împreună. Alte scopuri includ crearea de locuri de muncă pentru toți, echitate socială, guvernare curată și efectivă.
OCDE face eforturi pentru a înțelege și a ajuta guvernele să răspundă la noi dezvoltări și preocupări. Acestea cuprind comerțul și ajustarea structurală, securitatea online și provocările legate de reducerea sărăciei în lumea dezvoltată. De mai mult de 40 de ani, OCDE este una dintre cele mai mari și mai de încredere surse de statistică comparată, statistică economică și date sociale. Bazele de date OCDE cuprind o arie largă și diversă, cum ar fi conturile naționale, indicatorii economici, forța de muncă, comerțul, ocupația, migrația, educația, energia, sănătatea, industria, taxele și impozitele, și mediul. Cea mai mare parte a studiilor și analizelor sunt publicate.
De-a lungul ultimei decade, OCDE a rezolvat o serie de probleme sociale, economice și legate de mediu, adâncindu-și legătura cu afacerile, uniunile comerciale și alți reprezentanți ai societății civile. Negocierile de la OCDE în privința taxelor și a prețurilor de transfer au deschis drumul tratatelor bilaterale în jurul lumii.
Sediul OCDE se află la Château de la Muette în Paris.